# 宇宙で1番ワガママな星
『宇宙で1番ワガママな星』（うちゅうでいちばんわがままなほし）は、2010年8月1日に劇場公開された、日本の映画。テレビ朝日と吉本興業の合作。　映像プロダクションはロボット。主演は大倉孝二、監督は伊東寛晃。

## 概要
「YOSHIMOTO Laugh&Peaceムービーフェスタ」のうちの1作品として制作され、第2回沖縄国際映画祭「Laugh部門」に出品された。当時、テレビ朝日のプロデューサーで、『ミュージックステーション』や『パパパパパフィー』の元ディレクターであった、伊東寛晃の初監督作品となった。映画には、『パパパパパフィー』に出演していた、大泉洋や、PUFFYも出演している。
内容は、2020年を舞台に、宇宙に行けるという懸賞に当たった民間人5名による、サスペンスコメディとなっている。

## キャスト
- 大倉孝二
- きたろう
- マイケル富岡
- ゴリ（ガレッジセール）
- 佐野和真
- 田中直樹（ココリコ）
- 村杉蝉之介
- 松本莉緒
- 高部あい
- 宮本真希
- 秋山竜次（ロバート）[5]
- 大野百花
- 有田哲平（くりぃむしちゅー）
- 大貫亜美（PUFFY）
- 吉村由美（PUFFY）
- 石川梨華
- 大泉洋（TEAM NACS）

## スタッフ
- 監督：伊東寛晃
- 脚本：及川拓郎
- 製作：平城隆司、大﨑洋
- 主題歌：PUFFY「フィッシュ・オン」（キューンレコード）[4]
- 脚本協力：高須光聖、そーたに、町山広美、上田誠、伊東寛晃
- 企画：西新、岡本昭彦
- エグゼクティブプロデューサー：林雄一郎、片岡秀介
- プロデューサー：木城慎也、中村聡太
- ラインプロデューサー：守屋貴行
- 配給：よしもとクリエイティブ・エージェンシー
- 制作プロダクション：ROBOT
- 製作：テレビ朝日、吉本興業